# Норвежская церковь за границей

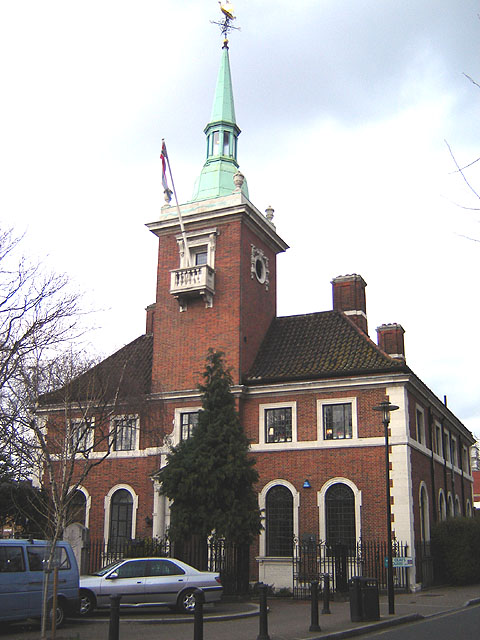
Церковь святого Олафа, Ротерхайт, Лондон

Норвежская церковь за границей или Церковь Норвежских моряков (норв. Sjømannskirken) — религиозная организация, обслуживающая путешествующих за границей норвежцев и других скандинавов. Основанная в 1864 году, Миссия Норвежских моряков — Sjømannsmisjonen была создана как для обеспечения морального и религиозного развития скандинавских мореплавателей, а также для предоставления им «места для передышки», в котором земляки могли бы выговориться и подарить немного своего внимания другим. На сегодняшний день эти церкви и их сотрудники вместе с путешествующими пасторами представляют «ресурсные центры» для всех путешествующих за границей норвежцев по всему миру.
Sjømannskirken ежегодно обслуживает около 700 тысяч норвежцев в более, чем 30 церквях и 16 мобильных сервисах, расположенных в 30 странах в различных точках мира. Несколько церквей работают на Скандинавской основе. Норвежская Церковь за границей, с   главным офисом, расположенным в Бергене — это благотворительная организация, поддерживаемая Норвежской Церковью и Норвежским правительством. Sjømannskirken — член Международной Христианской Морской Ассоциации и Церковного собора северных моряцких миссий.
Для большинства норвежцев, путешествующих за границей, Sjømannskirken это хорошие места для отдыха, в которых можно почитать газеты из дома, купить норвежскую еду и поговорить с другими норвежцами. Много норвежцев, живущих постоянно за границей, используют церкви моряков вместо местных церквей.

## Местоположения

### Африка
- Африка, Странствующая миссия в Африке на юге Сахары
- Гран-Канария, Испания
- Лансароте, Испания
- Тенерифе, Испания

### Азия
- Азербайджан, Странствующая миссия
- Дубай[1]
- Восточная Азия, Странствующая миссия
- Паттайя, Таиланд[2]
- Пхукет, Таиланд
- Сингапур[3]
- Южная Азия, Странствующая миссия на юге и юго-востоке Азии

### Европа
- Аликанте, Испания
- Антверпен, Бельгия
- Айя-Напа, Кипр

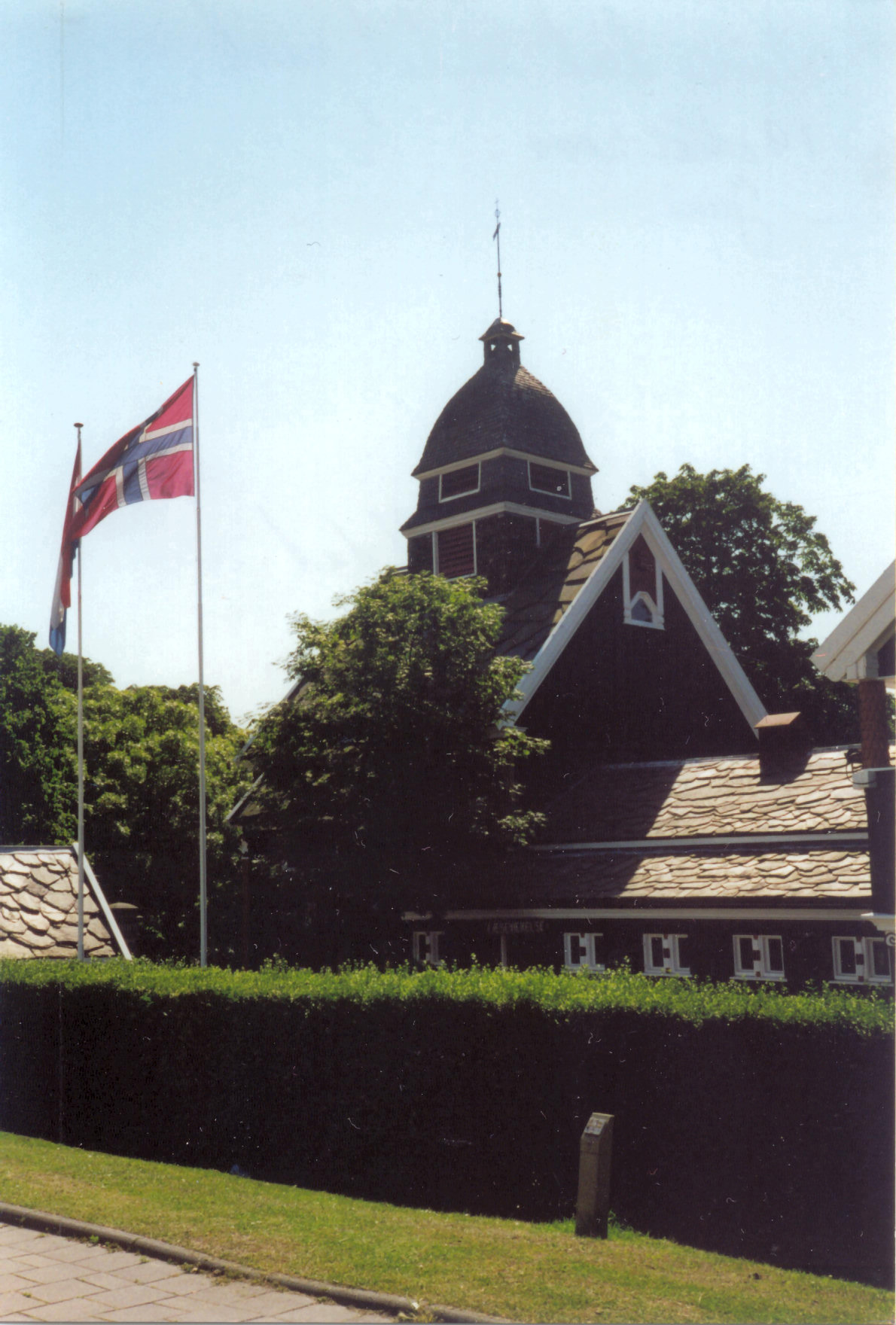
Норвежская церковь, расположенная в Роттердаме, Нидерланды

- Барселона, Испания Странствующая миссия постоянной церкви в Майорке
- Берлин, Германия
- Брюссель, Бельгия
- Норвежская Церковь, Кардиф, Великобритания
- Копенгаген, Дания
- Коста-дель-Соль, Испания Пять различных локаций
- Гётеборг, Швеция
- Гамбург, Германия
- Норвежская рыболовная церковь, Ливерпуль, Великобритания
- Лондон (Церковь святого Олова), Великобритания
- Торренова in Майорка, Испания
- Москва, Россия
- Париж, Франция
- Пирей, Греция
- Эдинбург, Странствующая миссия в Шотландии, Великобритания

- Стокгольм, Швеция
- Роттердам, Нидерланды

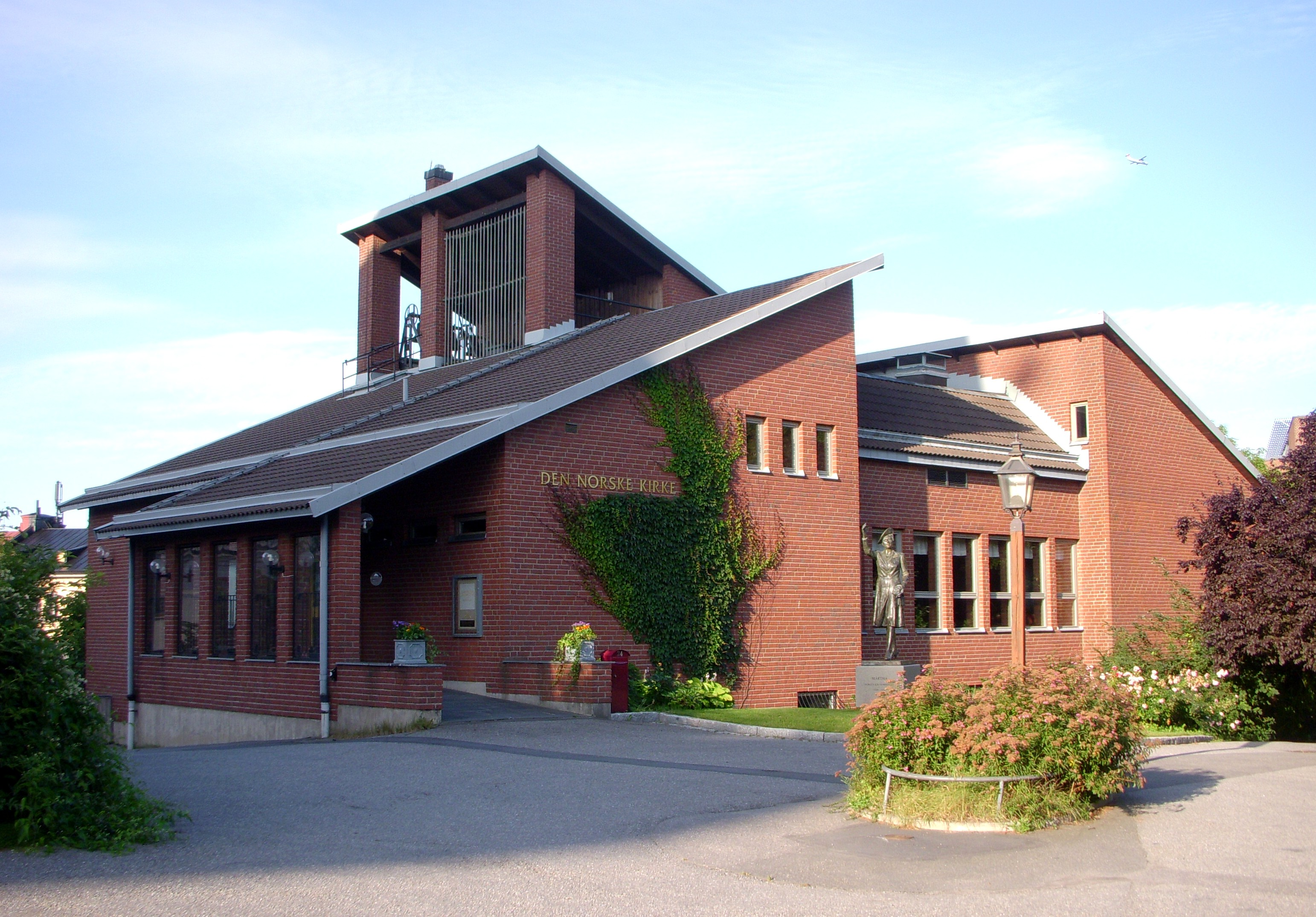
Kronprinsesse Märthas Kirke — норвежская церковь, Стокгольм, Швеция

- Швейцария Передвижная, с офисом в Женеве.
- Торревьеха, Испания
- Аланья, Турция [4]